# Ugo Benci

Trattato circa la conservazione de la sanitade, 1481

Ugo Benci (anche Benzi) (Siena, 1360 circa – Ferrara, 1439) è stato un medico italiano.

## Biografia
Nato da un'illustre famiglia senese verso il 1360, studiò medicina e filosofia presso lo Studio senese e, dopo aver terminato gli studi, divenne professore di medicina prima a Siena, a partire dal 1395 circa, poi a Bologna e a Parma dal 1402 al 1416, per poi tornare a Siena dal 1417 e infine trasferirsi a Pavia dal 1422 al 1427. Insegnò anche a Ferrara e a Parma, fu medico del re di Francia che lo chiamò a Parigi e nel 1437 partecipò alle discussioni del Concilio di Ferrara. Proprio a Ferrara morì nel 1439.

### Opere
Fra tutte le sue opere la più degna di nota è il Tractato utilissimo circa la conservazione della sanitade, pubblicato per la prima volta a Milano nel 1481, ristampato più volte; il libro fu dedicato probabilmente a Nicolò III d'Este, del quale il Benci era medico. Nel trattato sono contenuti una serie di consigli d'igiene personale ed è uno anche dei primi testi di medicina in volgare.